# 綜藝節目
綜藝節目，簡稱綜藝，是一種娛樂性的節目形式，通常包含了許多不同性質和元素的演出，例如音樂與搞笑等類型。過往通常在電視上播出，而大部分的綜藝節目會邀請現場觀眾參加錄影，但也有現場實況播出。常見的綜藝節目主要分為四大類型：綜合經典（亦即大型傳統、含歌舞或短劇等類型表演之綜藝節目）、遊戲、益智、談話。隨著時代演進，綜藝節目含括的不同元素衍生出各種子類型和變化創新，各子類型開枝散葉、持續發展。

## 歷史
台灣和香港的綜藝節目發展多時，早期比較有名的節目如《群星會》、《歡樂今宵》等。
而根據目前，全球最長壽的電視綜藝節目是香港無綫電視（TVB）製作的《歡樂今宵》，從1967年啟播，一直到1994年結束，及後1997年至2000年短暫復播，2007年製作特輯《再會歡樂今宵》。2017年適逢無綫電視開播50週年和紀念《歡樂今宵》50週年，再製作特輯，名為《我愛EYT》。

## 種類
- 談話節目
- 音樂節目
- 外景節目
- 旅遊節目
- 美食節目
- 整人節目
- 問答類節目
- 遊戲類節目
- 選秀類節目
- 模仿類節目
- 短劇類節目
- 聯誼速配節目
- 真人實境節目
- 深夜成人節目
- 文藝晚會

## 參看
- 長壽節目
- 台灣綜藝節目列表
- 中國大陸綜藝節目列表